# I Cried for You
«I Cried for You» (с англ. — «Я плакал(а) по тебе») — песня, поп- и джаз-стандарт, музыку написали Гас Арнхайм и Эйб Лайман, а текст — Артур Фрид. Она была представлена Эйбом Лайманом и его оркестром в 1923 году. Запись Бенни Крюгера и его оркестра в том же году достигла пика на 2-м месте в течение двух недель и оставалась в чартах в целом десять недель. Также в 1923 году другая интерпретация песни The Columbians на одну неделю заняла 14-е место. 15 лет спустя, в 1938 году, две новые записи достигли 13-го места в чартах Billboard: Банни Бериган и его оркестр с Кэтлин Лейн на вокале и в интерпретации Бинга Кросби. Глен Грей и его оркестр Casa Loma последовали в следующем году, достигнув 6-го места, а в 1942 году запись Гарри Джеймса последней попала в чарты Billboard, достигнув 19-го места.
Песня также была включена в несколько фильмов, включая музыкальную короткометражку «Алладин из Манхэттена» (1936) (в главной роли Рут Эттинг), «Женщины» (1939), «Восторг идиота» (1939) и «Дети в доспехах» (1939), где её исполнила Джуди Гарланд. В 1944 году Хелен Форрест спела её в «Прекрасной купальщице» с Гарри Джеймсом и His Music Makers. Фрэнк Синатра интерпретировал песню в «Джокере» (1957), а Дайана Росс исполнила её в «Леди поёт блюз» (1972), играя Билли Холидей.